# Pyrrhorachis rhodoselas
Pyrrhorachis rhodoselas là một loài bướm đêm trong họ Geometridae.